# 528
528 је била преступна година.

## Догађаји
- 13. фебруар – Цар Јустинијан I именује комисију (укључујући правника Трибонијана) за кодификовање свих закона Римског царства који су још увек на снази од Хадријана до тада; ово постаје Јустинијанов зборник.
- 29. новембар – Други земљотрес погађа Антиохију, убивши хиљаде (укључујући патријарха Еуфрасија), и изазвавши пожар који уништава Домус Ауреа (Велику цркву) коју је изградио Константин Велики.
- Јустин I, византијски генерал (магистер милитум), гине у борби против Бугара на граници дунавског лимеса у Мезији. Наслеђује га Констанцил.
- 31. март – Цар Ксиаоминг, цар Северног Веја, отрован је по наређењу своје мајке, регентице царице Ху.
- 1. април – Удовица Ху прогласила је 6-недељну једину ћерку цара Ксиаоминга из Северног Веја за царицу која влада у Северном Веју. Сјаомингову ћерку је заменила 2- или 3-годишња Јуан Џао на месту цара Северног Веја, по налогу удовице царице Ху
- Хефталити (Бели Хуни) селе се из Хиндукуша у регион Пенџаба и на исток преко делте Ганга, пустошећи градове и будистичке манастире.
- Јасодхарман, Махараџа („велики краљ“) Малве, побеђује хунске освајаче под Михиракулом у централној Индији.
- Краљ Сеонг од Баекјеа усваја будизам као државну религију.

### Непознат датум
- Битка код Тануриса